# Розсікаючи хвилі
«Розсікаючи хвилі» — фільм режисера Ларса фон Трієра 1996 року. Це перший фільм трилогії «Золоте серце» («Розсікаючи хвилі» — «Ідіоти» — «Та, що танцює у темряві»).

## Сюжет
Дія фільму відбувається на початку 1970-х років у маленькому селі на заході Шотландії. Наївна та невинна Бесс МакНіл живе з матір'ю та вдовою щойно загиблого брата у комуні із суворими релігійними традиціями. Вона виходить заміж за старшого та досвідченішого Яна, який працює на нафтовій платформі у Північному морі. Деякий час пара насолоджується своїм коханням. Коли Ян має вирушати на чергову зміну на нафтовій платформі, Бесс впадає у відчай. Вона благає Бога, щоб Ян повернувся до неї. Невдовзі її молитва виявляється почутою: Ян повертається додому, але паралізованим внаслідок аварії на платформі. Бесс жертвує собою заради порятунку Яна та йде на все, незважаючи на осуд родини та церкви.

## У ролях
- Емілі Вотсон — Бесс МакНіл
- Стеллан Скашгорд — Ян Німан
- Катрін Картлідж — Дороті «Додо» МакНіл, мати Бесс
- Жан-Марк Барр — Террі
- Едріан Роулінс — доктор Річардсон
- Джонатан Хекетт — священик
- Сандра Во — мати
- Удо Кір — моряк-садист

## Звукова доріжка
1. Python Lee Jackson — In A Broken Dream (337 сек.)
2. T-Rex — Hot Love (440 сек.)
3. Deep Purple — Child In Time (930 сек.)
4. Леонард Коен — Suzanne (347 сек.)
5. Roxy Music — Virginia Plain (267 сек.)
6. Mott the Hoople — All The Way To Memphis (445 сек.)
7. John Kongos — He’s Gonna Step On You Again (404 сек.)
8. Thin Lizzy — Whiskey In The Jar (521 сек.)
9. Procol Harum — Whiter Shade Of Pale (370 сек.)
10. Елтон Джон — Goodbye Yellow Brick Road (292 сек.)
11. Jethro Tull — Cross-Eyed Mary (375 сек.)
12. Йоганн Себастьян Бах — Siciliana (407 сек.)

## Нагороди та номінації
Фільм був удостоєний 40 премій та 13 номінацій на різноманітних кінофестивалях, зокрема:

### Нагороди
- 1996 — Каннський кінофестиваль
  - Гран-прі журі — Ларс фон Трієр
- 1997 — Премія «Сезар»
  - Найкращий зарубіжний фільм — Ларс фон Трієр
- 1997 — Премія «Фелікс»
  - Найкращий зарубіжний фільм — Ларс фон Трієр
  - Найкраща акторка — Емілі Вотсон

### Номінації
- 1997 — Премія «Оскар»
  - Найкраща акторка — Емілі Вотсон
- 1997 — Премія BAFTA
  - Найкраща акторка — Емілі Вотсон
- 1996 — Каннський кінофестиваль
  - Золота пальмова гілка — Ларс фон Трієр
- 1997 — Премія «Золотий глобус»
  - Найкраща драма
  - Найкраща драматична акторка — Емілі Вотсон
- 1997 — Премія «Гойя»
  - Найкращий європейський фільм — Ларс фон Трієр

## Опера
У вересні 2016 року композитор Міссі Маццолі і лібреттист Ройс Ваврек в Опері Філадельфії представили оперу за мотивами фільму «Розсікаючи хвилі». Ларс фон Трієр в інтерв'ю сказав, що погодився на цей проект без будь-яких заперечень чи умов та не втручався у творчий процес. Він також не був присутній на прем'єрі.